# Оселедець
Оселедець (Clupea) — рід риби родини оселедцевих (Clupeidae).

## Тілобудова
Тіло стиснене з боків, із зазубреними краєм черева. Боки й черевце сріблясті, спинка синьо-зелена або зелена. Луска помірна або велика, рідко дрібна, циклоїдна, легко спадаюча. Кільові лусочки слабко розвинені. Верхня щелепа не видається за нижню. Рот помірний. Зуби, якщо є, рудиментарні і випадають. Анальний плавець помірної довжини і має менше 80 променів. Спинний плавець над черевним. Хвостовий плавець роздвоєний.

## Екологія
До цього роду належить понад 60 видів, поширених в морях помірного і спекотного, а почасти і холодного поясу. Деякі види суто морські і ніколи не виходять у прісні води, інші належать до прохідних риб і для нересту входять до річки. Їжу їх складають різні дрібні тварини, особливо дрібні ракоподібні. Оселедці населяють помірні води північної півкулі й суміжні моря Льодовитого океану, а в південній півкулі вони живуть біля берегів Чилі.

Підводна зйомка косяку оселедців.

Морські оселедці — зграйні планктоноїдні риби, звичайно до 33–35 см завдовжки. Відкладають донну ікру, що прилипає на ґрунт або водорості. Більшість морських оселедців живуть поблизу берегів, тільки деякі раси в період нагулу йдуть за межі шельфу. Серед морських оселедців є як такі, що здійснюють далекі міграції з пасивним розселенням личинок і мальків, поворотними міграціями риб, що підростають, і нагульно-нерестовими міграціями дорослих особин, так і ті, що утворюють місцеві зграї, приурочені до окраїнних морів.

## Класифікація
Сьогодні[коли?] розрізняють три види морських оселедців — атлантичний, або багатохребцевий, східний, або малохребцевий, і чилійський оселедець.
Кількість представників цього роду колосальна, і вони відіграють надзвичайно важливу роль у рибному промислі. Лише деякі тропічні види (Clupea thrissa, Clupea venenosa та ін.) є вкрай отруйними, так що вживання їх у їжу небезпечно для життя.

## Види
- Clupea bentincki Norman, 1936
- Clupea harengus Linnaeus, 1758 (Оселедець атлантичний)
- Clupea pallasii Valenciennes, 1847 (Оселедець тихоокеанський)
  - Clupea pallasii marisalbi L. S. Berg, 1923
  - Clupea pallasii pallasii Valenciennes, 1847
  - Clupea pallasii suworowi Rabinerson, 1927